# Neopomacentrus
Neopomacentrus là một chi cá biển thuộc phân họ Pomacentrinae nằm trong họ Cá thia. Những loài trong chi này có phạm vi phân bố rộng rãi ở những vùng biển nhiệt đới thuộc Ấn Độ Dương - Thái Bình Dương, riêng N. aquadulcis và N. taeniurus chỉ sống ở môi trường nước lợ và nước ngọt.

## Từ nguyên
Tiền tố neo bắt nguồn từ néos (νέος) trong tiếng Hy Lạp cổ đại, mang nghĩa là "mới, trẻ", còn Pomacentrus là một chi trong họ Cá thia.

## Các loài
Có 16 loài được công nhận là hợp lệ trong chi này, bao gồm:
- Neopomacentrus aktites Allen, Moore & Allen, 2017
- Neopomacentrus anabatoides (Bleeker, 1847)
- Neopomacentrus aquadulcis Jenkins & Allen, 2002
- Neopomacentrus azysron (Bleeker, 1877)
- Neopomacentrus bankieri (Richardson, 1846)
- Neopomacentrus cyanomos (Bleeker, 1856)
- Neopomacentrus filamentosus (Macleay, 1882)
- Neopomacentrus fuliginosus (Smith, 1960)
- Neopomacentrus metallicus (Jordan & Seale, 1906)
- Neopomacentrus miryae Dor & Allen, 1977
- Neopomacentrus nemurus (Bleeker, 1857)
- Neopomacentrus sindensis (Day, 1873)
- Neopomacentrus sororius Randall & Allen, 2005
- Neopomacentrus taeniurus (Bleeker, 1856)
- Neopomacentrus violascens (Bleeker, 1848)
- Neopomacentrus flavicauda Fricke & Allen, 2021[5]